# Bülent Alkılıç
Bülent Alkılıç (* 1. Januar 1962 in Rize) ist ein ehemaliger türkischer Fußballspieler. Er ist Vater von Cenk Ahmet Alkılıç, welcher ebenfalls Fußballspieler ist. 

## Karriere
Alkılıç begann seine Karriere bei Galatasaray Istanbul. In seiner ersten Saison 1980/81 erzielte Alkılıç in 15 Ligaspielen zwei Tore. In der nachfolgenden Spielzeit blieb er in der nationalen Liga torlos. Seine torreichste Saison spielte der Mittelfeldspieler 1985/86. In 32 Einsätzen traf er siebenmal das Tor. Von 1980 bis 1986 gewann Alkılıç zweimal den türkischen Pokal sowie einmal den Başbakanlık Kupası und den türkischen Supercup.
Es folgten Leihen zu Diyarbakırspor, Karşıyaka SK und Bursaspor. Seine letzte Saison für Galatasaray spielte Alkılıç 1989/90. Er ging für den Rest der Saison 1990/91 leihweise zu Zeytinburnuspor. Im Sommer 1991 folgte der Transfer in die 2. Liga zu Antalyaspor. Bereits nach einer Saison verließ der Mittelfeldspieler Antalya und wechselte zu Petrol Ofisi SK.
Nach der Spielzeit 1994/95 beendete Bülent Alkılıç seine Karriere.

## Erfolge
Galatasaray Istanbul
- Türkischer Fußballpokal: 1982 1985
- Cumhurbaşkanlığı Kupası: 1982
- Başbakanlık Kupası: 1986